# Oqtov

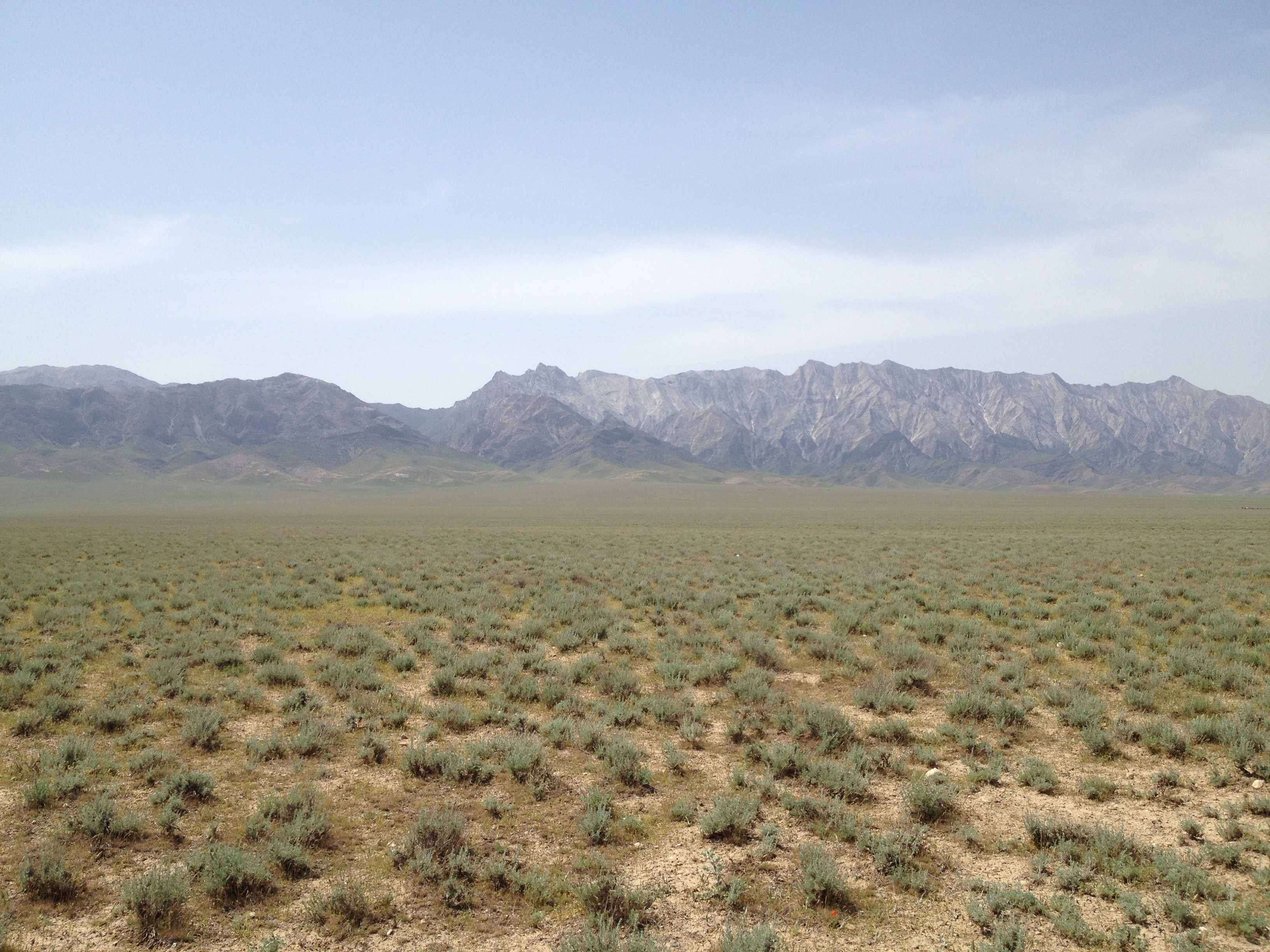
Oqtov

Oqtov (Aktau; uzb.: Oqtov tizmasi; ros.: хребет Актау, chriebiet Aktau) – pasmo górskie we wschodnim Uzbekistanie, pomiędzy pasmem Nurota na północy a rzeką Ak-darią na południu. Graniczy od zachodu z pustynią Kyzył-kum. Najwyższy szczyt osiąga 2006 m n.p.m. (według niektórych źródeł 2003 m n.p.m.).